# جوردان كينت
جوردان رسل كينت (بالإنجليزية: Jordan Kent)‏ (مواليد 24 يوليو 1984 في الظهران، المملكة العربية السعودية) لاعب كرة القدم الأمريكية سابق. تعاقد مع نادي سياتل سيهوكس في الجولة السادسة من قرعة اتحاد كرة القدم الأميركي 2007. بدأ جوردان لعب كرة القدم عندما كان صغيرا في جامعة ولاية أوريغون. بينما كان في جامعة ولاية أوريغون فقد لعب جوردان كرة السلة وألعاب القوى. اليوم جوردان يعمل مذيعا لكومكاست سبورتس وهو يغطي مباريات بورتلاند ترايل بلايزرز وكرة القدم تحت 12 سنة وكرة السلة. يدير أيضا معسكرات شعبية رياضية للشباب في جميع أنحاء ولاية أوريغون.

## السنوات الأولى
درس في مدرسة ونستون تشرشل الثانوية في يوجين بأوريغون. حقق 11 بطولة فردية وجماعية في كرة السلة وألعاب القوى وساهم في تحقيق بطولات لفريق الولاية في كلا الرياضيتين. اختير لفريق الولاية لكرة السلة مسجلا 18 نقطة حيث قادهم للفوز على لانسرز 20-4. في ألعاب القوى استطاع تحقيق الفوز في أربع مسابقات ليصبح أول شخص يحقق الفوز في هذه البطولات في نفس العام وذلك بفوزه ببطولات سباقات 100 متر و200 متر و400 متر والوثب الطويل في عام 2002. اختير رياضي العام في الولاية مرتين. كشاب حطم الرقم القياسي في الوثب الطويل المسجل باسم ميل رنفرو.

## السيرة في الكلية
كان كينت عضوا في فريق أوريغون داكس لكرة القدم في الكلية وأيضا لعب كرة السلة وألعاب القوى. يذكر أن جوردان لم يبدأ لعب كرة القدم حتى وصل إلى سنته الجامعية الأخيرة. كان أيضا أول رياضي يمارس ثلاثة ألعاب في الرابطة الوطنية لرياضة الجامعات منذ 2001-02 وفي ولاية أوريغون منذ الحرب العالمية الثانية وفي باك-10. كعضو في فريق أوريغون لكرة السلة فاز كينت بجائزة أفضل لاعب دفاعي في السنة. ثم في عام 2005 انضم إلى فريق أوريغون لكرة القدم حيث لم يسبق له لعب كرة القدم من قبل.
قدم أداء ممتاز مع فريق كرة السلة وألعاب القوى قبل أن ينضم إلى فريق كرة القدم في عام 2005. حصل على شرف اللعب في مباراة جميع الأمريكيين في ألعاب القوى وكرة السلة. في عام 2006 بدأ اللعب في 12 مباراة من 13 مباراة حيث حل في المركز الثاني محققا 44 استقبال و491 ياردة (11.2 في المتوسط) وأربعة لمس أرض.
بمشاركته في جميع الأمريكيين لأربع سنوات متتالية فقد حقق الفوز في سباق 200 متر على مستوى الولايات الغربية بزمن قدره 20.99 ثانية في عام 2003. حل في المركز الثالث في عام 2005 في مسابقة 4 في 400 متر تتابع وفي المركز السادس في سباق 4 في 100 متر تتابع بزمن قدره 39.20 ثانية. حقق الفوز في سباق 4 في 100 متر تتابع في عام 2006. بلغت أرقامه القياسية: 10.41 ثانية في سباق 100 متر و20.82 ثانية في سباق 200 متر 46.95 ثانية في سباق 400 متر و24-9¾ في الوثب الطويل.
في موسم 2005-06 لكرة السلة وبعد أن أمضى أكثر الخريف مع فريق كرة القدم فقد ظهر في 25 مباراة وظهر في التشكيلة الأساسية في 15 مباراة. بلغ المتوسط 3.0 نقاط في المباراة الواحدة وكان ثالث أفضل لاعبي الفريق في الكرات المرتدة عند 4.4 في المباراة الواحدة. في موسم 2004-05 لعب في جميع المباريات 27 بينما بدأ 9 المباريات الأخيرة. كان الثالث في الفريق في الكرات المرتدة (4.4 كرة مرتدة في المباراة) والسابع في التهديف (4.8 نقطة في المباراة). في موسم 2003-04 كان أحد أعمدة الدفاع. كما أظهر السرعة في الهجمات المرتدة. لعب في 29 مباراة بلغ المتوسط 1.8 نقطة و1.2 متابعة في المسابقة. بدأ في موسم 2002-03.

## المسيرة الإحترافية

### قبل القرعة
أبقت الإصابة كينت بعيدا عن اتحاد كرة القدم الأميركي. قرر نادي سياتل التعاقد معه بسبب المزيج النادر من حيث الحجم والسرعة. في كتابه الجامعي ركض كينت الأربعين ياردة في 4،43 ثانية والعشرين ياردة في 4.04 ثانية بينما قفز عموديا 34 بوصة بينما قام بتمارين الضغط بوزنه البالغ 117 كيلوجرام.

### سياتل سيهوكس
تدرب كينت في نادي سياتل سيهوكس منذ التعاقد معه في عام 2007. تم التوقيع معه رسميا في 7 أكتوبر 2008. شارك في أولى مبارياته في الأسبوع العاشر ضد ميامي. في 5 سبتمبر 2009 فسخ عقده من قبل النادي.

### سانت لويس رامس
وقع كينت مع سانت لويس رامس في 17 نوفمبر 2009 وشارك في أولى مبارياته في 3 يناير 2010 ضد سان فرانسيسكو فورتي ناينرز. تم فسخ عقده في 3 سبتمبر 2010.

## الحياة الشخصية
جوردان نجل مدرب أوريغون لكرة السلة السابق إرني كينت الذي يدرب حاليا في جامعة ولاية واشنطن. جوردان شره للعب الجولف. جوردان منفتح حول معتقداته المسيحية. جوردان صاحب مشروع تجاري ومذيع ومنظم. كما أنه متحمس للأمور الصحية والعافية. خلال أشهر الصيف يدير معسكرات الشباب الصيفية التي تعلم الأطفال الرياضة والتغذية وأسس الشخصية في ولاية أوريغون. في عام 2015 حضر أكثر من 1300 طفل (تتراوح أعمارهم بين 6-12) معسكراته. في يوم عيد الحب عام 2015 طلب كينت من صديقته تيفاني دانييل الزواج منها.